# エヴィンルード
エヴィンルード（英語：Evinrude）は、プレジャーボート用の2ストローク船外機を製造していた北米の企業。1907年にウィスコンシン州ミルウォーキーにおいてノルウェー系アメリカ人であるオーレ・エヴィンルードによって設立され、1935年からはアウトボード・マリーン・コーポレーション（OMC）が所有していたが、OMCは2000年に連邦倒産法第11章を申請し倒産した。
権利はカナダの多国籍企業ボンバルディア・レクリエーショナルプロダクツ（BRP）に購入され、子会社として活動していたが、新型コロナウイルス感染症の世界的流行による影響で工場が閉鎖され、2020年5月28日、製造中止が発表された。
日本ではエビンルードとも表記される。

## 概要
エヴィンルードは、25馬力（19 kW）から 3.4ℓ V6 300馬力までの2ストローク直噴エンジン（船外機）を製造していた。1990年代後半に施行されたアメリカ合衆国環境保護庁（EPA）の大気浄化規制法までキャブレターを使用したエンジンの製造を行っている。当時のブランドホルダーであるOMC社はドイツのフッチ社と提携し、ダイレクトインジェクションを導入する。新エンジンの各種テストが行われたが、初期設計はテスト基準をクリアすること無く終了した。
EPAによる規制が施行される前に新船外機の製造を開始しているが、インジェクションを採用した新エンジンの開発失敗により新環境基準に適合させるため、既製品の改造で対応しようと試みており、この改造案は慎重に設計されていなかったため、エンジンの重大な故障を誘発する結果となり、特にシリンダーヘッドの故障が多発した。この結果、大量のリコールが発生しており、船外機の損失や評判の失墜、競合のマーキュリー・マリーンや日本メーカーとの競争激化も重なり、2000年に連邦倒産法第11章の申請を行い破産した。

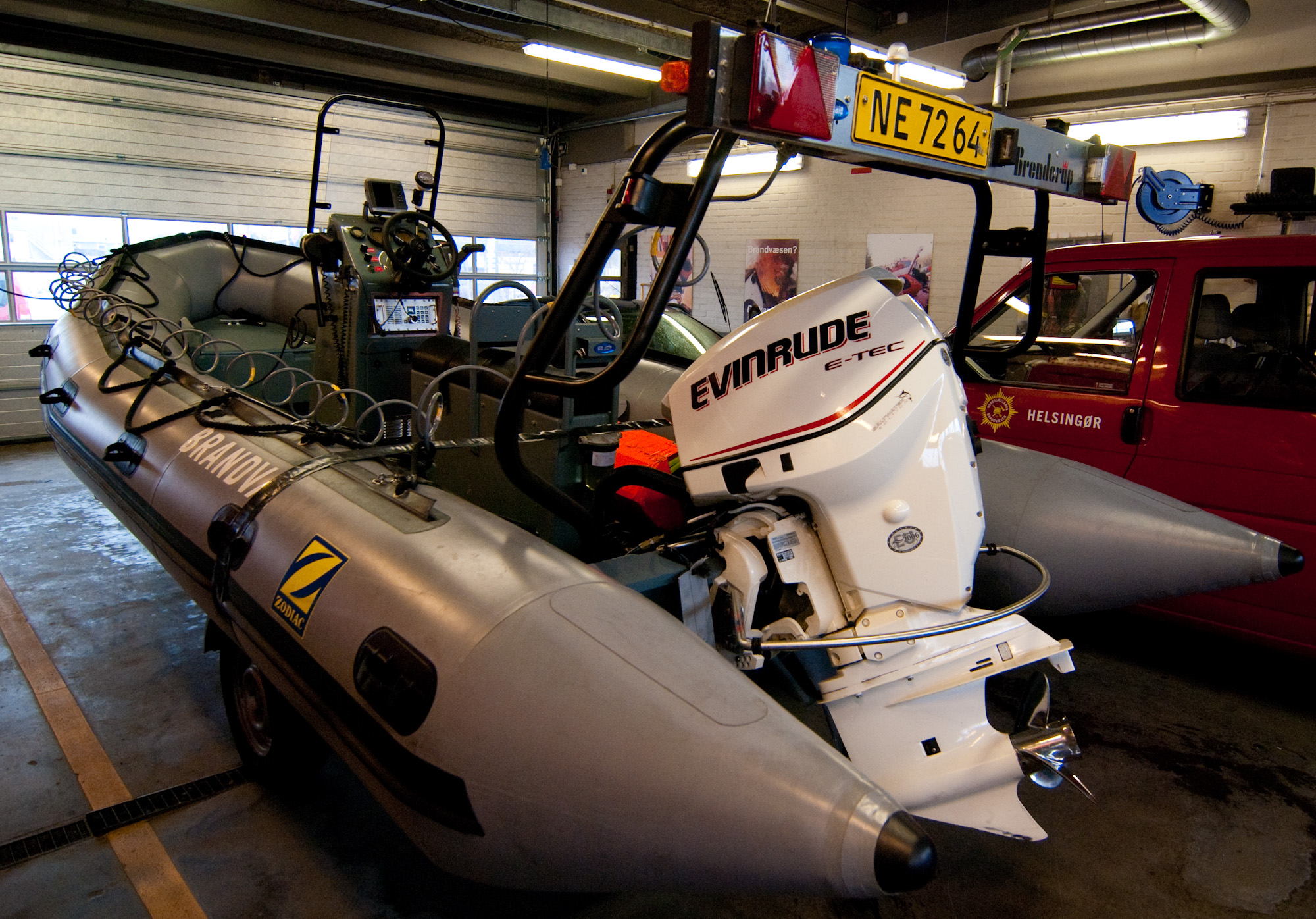
ドイツの消防署で運用されるインフレータブルボートに搭載されたエヴィンルード E-TEC

2001年、ボンバルディアはエヴィンルードとジョンソン・アウトボードのブランドを買収し、フィッチの技術はE-TECダイレクトインジェクションに再設計された。これにより、燃費が向上し、排気ガス、オイル消費量、騒音レベル、メンテナンスの必要性が低減された。また、オリジナルの2ストローク船外機とは異なり、必要な部品にのみオイルを塗布するピンポイント給油システムに変更された。この新技術による「エヴィンルード E-TEC」は、船外機では初めて低排出ガスレベルを評価する賞である米国環境保護庁の2004年クリーン・エア優秀賞を受賞した。
EPAによれば、欧州連合でも使用可能なエンジンとして認められており、エヴィンルード E-TECの一酸化炭素排出量は、2004年の同種の4ストロークエンジンと比較して、標準で30から50％、アイドリング時には50から100倍低減される。また、エヴィンルードE-TECは、同様の「超低排出ガス」4ストローク船外機と比較して、重量ベースで総粒子状物質の排出量を30から40%低減する。窒素酸化物および炭化水素の排出量は、4ストローク船外機と同等か、それ以上に低下している。このエンジンではオイル交換は無論、Vベルトやバルブ、スロットルリンケージの調整も不要である。騒音に関しても考慮されており、アイドリング時のエアバイパス回路も含め、多くの改良が加えられている。